# Art nouveau
Art nouveau je umetnostni slog, ki se je razvil v Evropi med letoma 1890 in 1914  na področju likovnih umetnosti, arhitekture in oblikovanja ter umetne obrti. Francoski izraz »art nouveau« ima v drugih jezikih različna imena. Nemci mu pravijo »Jugendstil« (»slog mladih«), Angleži »modern style«, Italijani »liberty«, Nizozemci »nieuwe kunst«, Španci »modernismo«, Švicarji »style sapin«, Poljaki »Młoda Polska«, Rusi »moderna«, Avstrijci pa so ohranili ime predhodnega obdobja »Sezessionstil«. Ime art nouveau se je prvič pojavilo v tisku leta 1884 v zvezi z belgijsko skupino umetnikov Société des Vingts (ali samo Les Vingt, tudi Les XX) .

## Izvor in začetek novega sloga
Izraz »art nouveau« (francosko nova umetnost) se je prvič pojavil leta 1895 v Parizu kot ime trgovine z umetniškimi izdelki popolnoma novih oblik. Kmalu se je začelo ime uporabljati za vse novosti na umetniškem področju, predvsem v proizvodnji pohištva in draguljarstva. Končno je bil izraz sprejet kot ime umetnostnega sloga na splošno.
Na nastanek sloga je močno vplivalo zgodovinsko gibanje Arts and Crafts, ki se je uprlo industrijski revoluciji tako, da je zagovarjalo izdelke obrtnikov in zavračalo industrijsko proizvodnjo. Vrednotenje ljudskih in folklornih okraskov je povzdignilo med umetnike tudi manj talentirane rokodelce, kar je upravičilo veliko kritikov, da so novi slog enostavno prezrli ali celo zaničevali.
Art nouveau je dejansko postal umetnost leta 1893, ko je Victor Horta zgradil Maisson Tassel v Bruslju. Takrat je bilo mesto na višku gospodarske blaginje in premožnejši meščani, predvsem trgovci, so kar tekmovali v gradnji hiš v tem slogu. Vse zgradbe te dobe kažejo novo razumevanje prostora, luči in barv. Mestna arhitektura se je povsem spremenila in skrb za notranjost bivalnih prostorov je stopila v ospredje.
Pravo priznanje je slog prejel leta 1900 na Svetovni razstavi v Parizu, kjer je prednjačil v vseh predstavljenih izdelkih. Novi slog je postal trenutna moda in se je takoj uveljavil tudi v industrijski proizvodnji, kar je bilo pravo nasprotje z začetnimi idejami. S tem je seveda dosegel najširši krog uporabnikov, a tudi najnižjo stopnjo umetnosti. Že po nepolnem desetletju je izginil, kakor je usoda vseh mod. 

## Novi motivi
Art nouveau se je v raznih krajih različno oblikoval in večkrat so si mišljenja njegovih stvariteljev nasprotovala. Kljub temu je bila vsem skupna osnovna ideja, po kateri je narava edini vzor vsakega umetnika. Pri tem pa ni mišljeno dosledno uprizarjanje panoramičnih perspektiv, temveč stilizirano upodabljanje drobnih komponent narave, to je posameznih rastlin in živali. Umetniki so, posebno na začetku, dajali prednost tako imenovani ukrivljeni potezi, ki naj bi ponazarjala absolutno lastnost narave, ki ustvarja brez premih črt. Kmalu pa so nekateri med njimi privedli to stiliziranje prav do samih premih črt in geometričnih likov, v katerih so videli najpopolnejše posnemanje narave, ki ga človek lahko doseže. Pri tem je treba poudariti, da je šlo za isto vodilno misel art nouveauja, za isto mišljenje in razumevanje umetnosti, čeprav so se umetniki izražali s popolnoma nasprotnimi oblikami. 
Prav zaradi teh nasprotujočih si načinov upodabljanja narave so kritiki zavzeli do art nouveauja pretežno osebna stališča, ki še danes pogojujejo večino umetnostne kritike. Avstrijci so na primer vse skupaj pripisali secesiji in njenemu iskanju novosti, zaradi česar še danes ni prave razmejitvene črte med raznimi oblikami secesije in predvsem med mnogimi njenimi posledicami.  Nasprotno pa so Italijani ločili ti dve veji art nouveauja v dva samostojna stila: tehnika ukrivljene poteze je znana kot stile liberty, medtem ko spadajo stroge oblike ravnih črt v art déco. Zanimivo je, da se naziv art déco za pozni art nouveau uporablja samo v Italiji; drugod je to ime arhitekturnega stila, ki se je razvil med svetovnima vojnama, ko je bil v Italiji v modi tako imenovani stile fascista. Danes skuša veliko kritikov zaobjeti vso umetnost 20. stoletja pod modernizem, ki naj bi se bil začel s secesijo in se nato razvil na različne načine.

### Ukrivljena poteza
Za tehniko ukrivljene poteze je značilno, da morajo biti linije dinamične in »rastoče«. Primer tega je bič, ki se vije v mehkih vijugah in s tem posnema rastline, čeprav ni naraven proizvod, pač pa izdelek. Ponavljajoča se krivulja biča je bila ena od glavnih potez art nouveauja. Za Švicarje, mojstre urarstva, je bilo zanimivejše nihanje smrekovih vrhov v vetru (fr. sapin = jelka), zato njihovi motivi navadno ne ponavljajo krivulje, pač pa se po prvem zavoju poteza prekine. Nasprotno se ukrivljena poteza nadaljuje do skrajnosti pri drugih dveh prevladujočih motivih tega stila, to je pri školjki in pri spirali, ki sta vodilni temi večine umetnikov art nouveauja. 
Razen stiliziranih figur rastlin in živali je prevladujoči motiv novih umetnikov predvsem ženska podoba, pravzaprav idealizirana ženska podoba, kjer se ukrivljena poteza ujema z obliko telesa in se nadaljuje v bujnih lasiščih in fantastičnih gubah oblačil. Podobe so večinoma simbolične, skrivnostne in nedosegljive v svoji veličini. Mojster upodabljanja ženskih figur je bil Alfonz Mucha, ki je posebno v svojih zrelih letih ovekovečil slovanski tip ženske. 

### Geometrične oblike
Večina  prvih umetnikov art nouveauja je menila, da so okraski upravičeni že samo zaradi svoje elegance in so torej sami sebi vzrok in opravičilo (»lepo zaradi lepega«), v čemer lahko vidimo prve znake poznejšega potrošništva, saj je bila na ta način možnost praktične uporabe povsem prezrta. Posebno pri izdelavi manjših predmetov za hišno uporabo se je večkrat predmet izkazal za popolnoma neuporabnega, čeprav je bil nedvoumno lep in eleganten. Ta pomanjkljivost je seveda odpadla pri tistih umetnikih, ki so stiliziranje narave speljali do skrajnosti, to je do samih premih črt in geometrijskih oblik. Znana je na primer kategorična izjava enega od predstavnikov te skupine, Avstrijca Otto Wagnerja: »Kar ni praktično, ne more biti lepo.« 
Tako je pozni art nouveau opustil cvetoče veje in vijugaste okraske; edina kriva poteza je bila zaključen krog in edini okrasek zaporedje črt. V arhitekturi so pročelja postala stroga in enolična, ostrešja pa so bila še vedno okrašena s kipi in predvsem z velikimi strešnimi okni in steklenimi stropovi ali kupolami, ki so osvetljevale notranjost.

## Novi materiali
Art nouveau ni uvedel le novih motivov v umetniško upodabljanje, pač pa tudi rabo novih materialov, predvsem železa in stekla. Železni izdelki so bili do tedaj izključno uporabni predmeti, kot so ograje, okenske in portalne rešetke, pa tudi orodje in orožje vseh vrst. V preteklih dobah, predvsem v baroku, so kovači skušali železne izdelke sicer olepšati in predstaviti v umetnih oblikah, a to so bili vedno le uporabni predmeti, ki jim je železo zagotavljalo trdnost in trajnost. Po novem pa se je železo uporabljalo kot čipka, samo za okras. 
Tudi poslikava stekla in keramike ni bila novost, saj so se ohranili mnogi srednjeveški vitraji. Toda art nouveau je prenesel to čudovito umetnost v zasebne hiše in njihove verande, pa tudi v manjše, bolj dosegljive predmete, kot so posoda, vaze in lestenci. Čeprav so najfinejši izdelki te vrste evropskega porekla, se je na mednarodnem tržišču najbolj uveljavil Louis Comfort Tiffany iz New Yorka.
Posebej je treba omeniti rabo novih materialov v draguljarstvu, ki je dotlej bilo le obrt, saj se je predmet vrednotil samo po količini dragih kamnov in ne po umetniški izdelavi. Z novimi idejami se je uveljavljal predvsem okus ustvarjalca, ki je znal predstaviti izvirne oblike nakita. Vrednost samega dragulja ni bila več tako pomembna, glavno vlogo je igrala oblika, barva in izdelava predmeta. Tako so draguljarji namesto diamantov  začeli uporabljati manj dragocene kamne, predvsem opale in ametiste, zaradi njihovih barv. Posluževali so se tudi biserov, roževine in slonovine.
Ta miselnost, ki je dovoljevala rabo novih materialov, se je pozneje izkazala tudi pri ameriških arhitektih, ko so sprejeli jeklo kot nosilni gradbeni material in s tem omogočili nastanek nebotičnikov in moderne arhitekture sploh.

## Novi poklici in nove umetnosti
Najvažnejša novost, ki jo je »nova smer umetnosti« uvedla, je zahteva po popolni skladnosti med arhitekturo, notranjo poslikavo, pohištvom, osebno opremo in vsemi pritiklinami do najmanjših okraskov. Prvič se je pojavil globalni pojem, ki ni delal razlik med klasičnimi umetnostmi (slikarstvo, kiparstvo) in tako imenovanimi manjšimi umetnostmi (poslikava tkanin, umetno kovaštvo, zlatarstvo) ter je takoj zajel celo najnovejši umetniški izraz - fotografijo. Art nouveau je zgodovinsko prvi slog, ki je zavzel vsa področja ustvarjanja in jim dal enak položaj. V tem obdobju so se začeli prištevati med umetnike dizajnerji, grafiki in mnogi drugi ustvarjalci, ki so bili pred tem le anonimni sodelavci priznanih umetnikov. Nastajali paso  tudi čisto novi poklici, kot na primer modni oblikovalci, frizerski mojstri, ustvarjalci plakatov. Umetnost je stopila v vsakdanje življenje in vplivala na oblike vseh predmetov. 
Nadvse pomembna je doba art nouveauja za nastanek in razvoj stripa. Strip se je odmaknil od slikarstva in je postal samostojna panoga umetnosti, ko je s pomočjo nove tiskarske tehnologije uvedel postopek »ostrega roba« (francosko ligne claire). Ta način risanja se razlikuje od umetniškega slikarstva preteklosti, ker vidno označuje robove vseh figur (navadno s črno barvo) in nato obrobljene površine pobarva, kar je bilo značilno za art nouveau.

## Značilnosti art nouveauja
Najvažnejša značilnost art nouveauja je njegovo splošno odprtje novosti in eksperimentiranju. Pri tem torej ne gre samo za nove motive, novo rabo materialov, nove umetniške panoge in nov odnos do upodobljenih tem, temveč gre predvsem za globoko prepričanje, da je umetnik v svojem ustvarjanju popolnoma svoboden in neodvisen. V zgodovinskem pogledu se na ta način zaključi tisočletna doba umetnosti »po naročilu«, ki je bila podvržena volji raznih mecenov. Umetnost je spet odvisna samo od njenih ustvarjalcev in njihovega okusa, novi meceni – kupci ne postavljajo pogojev. Art nouveau je zgodovinsko prvi slog, ki je zavestno predlagal nekaj novega - namenoma je bil »moderen«. 
Razen tega je za »novi slog« značilen subjektiven in celo intimen dostop umetnika do okolja. Ne gre več za upodabljanje vidnih elementov, pač pa za poosebljanje pojmov in občutkov. Portreti, ki so bili v prejšnjih dobah glavni slikarski motiv, stopijo v ozadje: maloštevilne portretirane osebe so pogosto prikazane v idealiziranih, nerealnih oblikah. Krajinskih slik je prav tako malo in še te prikazujejo samo osebni impresionistični pogled. Narava je vedno protagonist, a nikoli ni »naravna«. Povsod prevladujeta fantazija in simbolika, ki sta odprli pot poznejšim umetniškim smerem, kot sta na primer abstraktno slikarstvo in kubizem. Zato nekateri umetnostni kritiki obravnavajo art nouveau kot začetno obdobje modernizma, ki se vse do danes še ni iztekel.
Toda najbolj vidna značilnost tega sloga je globalno razumevanje umetnosti. Če je bilo v preteklih dobah normalno, da je gradbeni slog upošteval le zunanjost poslopja in sploh ni vplival na notranjo ureditev prostorov ali celo na njihovo opremo, sedaj to ni bilo več dovoljeno. Novi slog je obravnaval vsako zgradbo kot zaključeno harmonijo vseh komponent, od zunanjega videza preko razporeditve prostorov in pohištva, vse do posode, namiznega perila in osebnih predmetov. Nastala je potreba po sodelovanju vseh vrst umetnikov, z nemško besedo Gesamtkunstwerk, ali angleško total work of art. Najizrazitejši vpliv novih idej se seveda kaže v novih oblikah in materialih, enako pomembno je tudi inovativno razumevanje prostora in luči. Notranji prostori zgradb večkrat nimajo klasične razporeditve nadstropij, tla prehajajo postopoma na različne višine. Prav tako se okna ne odpirajo na cesto v enakomernih presledkih in njihove oblike prehajajo od linic in oken normalnih velikosti vse do velikih vitrajev in strešnih oken. Vsa ta neenakomernost prispeva k čim boljši osvetlitvi notranjosti, za kar so nameščena tudi mnoga zrcala in steklene stene.

## Zaton in ponovno odkritje sloga
Industrijska proizvodnja predmetov art nouveau, ki je sledila začetnemu navdušenju za ta slog, je iznakazila njegov umetniški smisel. Preobilica ponudbe in predvsem zelo skromna kakovost izdelave sta kmalu pogasili zanimanje kupcev. Vendar to ni bil edini vzrok, da se je doba art nouveauja tako naglo zaključila. Izbruh prve svetovne vojne je prekinil vsako umetniško delovanje in novi stil je kmalu postal simbol neokusa in površnosti. Toda najhujši udarec je zadala art nouveauju povojna potreba stanovanjskih prostorov. Hiše, ki so bile pred vojno zgrajene v tem slogu, so bile zaključene umetnine, ki se niso dale prikrojiti trenutnim zahtevam. Salonov se ni dalo prezidati v manjše sobe, stopnišča so zavzemala preveč prostora, neenakomerna nadstropja niso dovoljevala prizidkov. Takoj je bilo jasno, da je edina rešitev odstranjevanje »neokusnih prič preteklosti« in novogradnja. To je prišlo do izraza predvsem v Bruslju, ki je bil zibelka art nouveauja, vendar se je po vojni znašel v hudi stanovanjski krizi. Tudi druga svetovna vojna je porušila marsikatero zgradbo.
V šestdesetih letih 20. stoletja je povojna generacija spet odkrila art nouveau, toda rehabilitacija ovrženega sloga ni bila hitra. Šele leta 1986 je UNESCO izdelal načrt za spodbujanje ohranitve tega arhitektonskega sloga. Projekt se je zaključil leta 1994 v Torinu s Turinsko deklaracijo. V okviru poznejšega zanimanja Evropske komisije so osnovali načrt za petletni projekt »Art Nouveau & Ecology 2007-2013«. Vzporedno bo potekal od maja 2010 do aprila 2015 belgijski projekt, v katerem sodelujejo Ålesund (Norveška), Aveiro (Portugalska), Bad Nauheim (Nemčija), Barcelona (Španija), Bruselj (Belgija), Darmstadt (Nemčija), Helsinki (Finska), Ljubljana (Slovenija), Nancy (Francija), Milano (Italija), Riga (Latvija) in Terrassa (Španija) s prispevki  Glasgowa (Združeno kraljestvo), La Chaux-de-Fondsa (Švica), Palerma (Italija) in Havane (Kuba).

### Torinska deklaracija
Arhitektura Art Nouveauja v različnih deželah prihaja do izraza na različne načine, a je kljub variantam zlahka razpoznavna, v večji ali manjši meri, po sledečih značilnostih:
1. Istočasna uporaba tradicionalnih in novih materialov, pogosto v izvirnih kombinacijah in z novimi načini gradnje. 
2. Popolno upoštevanje skladnosti med strukturo, prostorom in namembnostjo. 
3. Preudarjeno usklajanje postopkov, ko so prostornina, streha in pročelje povezani v enoto in kombinacija površinske obdelave, barv in linij daje vtis popolne oblike. 
4. Uporaba luči in prozornih sten, kjer to omogočajo novi materiali in nove tehnike. 
5. Ponavljajoča se težnja k asimetriji. 
6. Dosledno obnavljanje posameznih delov kompozicije, bodisi zunanje kot notranje, ko se linija strogo drži klasičnih pravilih Art Nouveauja. 
7. Dekoracije sledečih vrst: 
     a) posnemanje naravnih oblik, predvsem živalskih in rastlinskih, ki pogosto prehajajo v abstraktne oblike,
     b) uporaba motivov klasičnih, srednjeveških ali starinskih obrti,
     c) sklicevanje na mitologijo in legende,
     d) uporaba napisov, alegorij in drugih simbolov.
8. Nenavadne oblike oken, večkrat manjše na zgornjih nadstropjih, in obilna raba vitražev z okrasnimi motivi. 
 9. Klasični elementi, ki jih arhitekt pojmuje in predstavi na nov način. 
Za nekatere arhitekturne objekte Art Nouveauja so tudi značilne oblike, ki jih ni mogoče predstaviti z risbo in jih je zato treba upodobiti v tridimenzionalnem modelu, po možnosti na samem kraju izvedbe. Originalni arhitektov načrt se smatra enako vreden zaščite kot sama njegova izvedba.

## Glavni predstavniki

### Arhitektura
- Émile André (1871-1933)
- Ernesto Basile (1857-1932)
- Otto Eckman (1865-1902)
- August Endel (1871-1925)
- Maks Fabiani (1865-1962)
- Antoni Gaudí (1852-1926)
- Hector Guimard (1867-1942)
- Paul Hankar (1859-1901)
- Josef Hoffmann (1870-1956)
- Victor Horta (1861-1947)
- Ciril Metod Koch (1867–1925)
- Charles Rennie Mackintosh (1868-1928)
- Arthur Heygate Mackmurdo (1851-1942)
- Joseph Maria Olbrich (1867-1908)
- Jožef Plečnik (1872-1957)
- Louis Sullivan (1856-1924)
- Ivan Vurnik (1884–1971)
- Otto Wagner (1841-1928)

### Ilustracija, grafika
- Aubrey Beardsley (1872-1898)
- Gustav Klimt (1862-1918)
- Jozef Mehoffer (1869-1946)
- Alfons Mucha (1860-1939)
- Privat-Livemont (1861-1936)
- Egon Schiele (1890-1918)
- Henri de Toulouse-Lautrec (1864-1901)
- Stanisław Wyspiański (1869-1907)

### Pohištvo in drobna umetnost
- Ernesto Basile (1857-1932)
- Carlo Bugatti (1856-1940)
- Eugène Gaillard (1862-1933)
- Louis Majorelle (1859-1926)
- Henry van de Velde (1863-1958)
- Philippe Wolfers (1858-1929)

### Steklarstvo
- Henri Bergé (1870-1937)
- Emile Gallé (1846-1904)
- Jacques Grueber (1870-1936)
- René Lalique (1860-1945)
- Louis Comfort Tiffany (1848-1933)
- Almaric Walter (1870-1959)